# سید بیشاپ (بازیکن فوتبال، زاده ۱۹۳۴)
سید بیشاپ (انگلیسی: Sid Bishop; ۸ آوریل ۱۹۳۴ – ۲۲ آوریل ۲۰۲۰) بازیکن فوتبال اهل بریتانیا بود.
از باشگاه‌هایی که در آن بازی کرده‌است می‌توان به باشگاه فوتبال گیلفورد سیتی و باشگاه فوتبال لیتون اورینت اشاره کرد.